# Iron Mountain (Wyoming)
Pour les articles homonymes, voir Farthing et Iron Mountain.
Farthing (également connu sous le nom de Iron Mountain) était une station de chemin de fer et un bureau de poste dans l'état américain du Wyoming. Farthing est situé au sud-ouest de Chugwater dans la vallée de Chugwater Creek. La région a été initialement appelée Iron Mountain en raison des gisements de fer découverts sur une crête voisine en 1850 et exploités brièvement en 1870. Le chemin de fer a été étendu au nord de Cheyenne en prévision d'un développement minier important qui n'a jamais eu lieu.
L'élevage dans la région a commencé dans les années 1870, et de nombreux ranchs ont été établis le long des différents ruisseaux de source qui coulaient dans la Chugwater Creek. Parmi les homesteaders dans les années 1880, William E. "Bill" Lewis et Frederick "Fred" Powell étaient tous deux soupçonnés de vol de bétail des grands éleveurs. En juillet 1895, Bill Lewis a été retrouvé mort avec trois balles dans la poitrine à son ranch et Fred Powell a été abattu un mois plus tard. Un « range detective » notoire nommé Tom Horn, qui a souvent passé du temps dans le haut de la vallée de Chugwater comme dresseur de chevaux, a été soupçonné pour les deux meurtres mais n'a jamais été inculpé. En 1901, Willie Nickell, 14 ans, fils du seul berger dans la région de Iron Mountain, a été abattu et tué alors qu'il était sur le cheval de son père à la recherche d'un troupeau de moutons. Le soupçon est tombé à nouveau sur Tom Horn, une confession a été obtenue alors qu'il était ivre et il a été poursuivi et exécuté pour le meurtre à Cheyenne, dans le Wyoming.
La gare a été appelée Farthing d'après Charles Farthing qui a fait don de la terre pour la station de chemin de fer au début des années 1900.